# Гавел, Даниэль
Даниэль Гавел (чеш. Daniel Havel; 10 августа 1991, Прага) — чешский гребец-байдарочник, выступает за сборную Чехии начиная с 2010 года. Двукратный бронзовый призёр Олимпийских игр, чемпион мира, трёхкратный чемпион Европы, победитель многих регат национального и международного значения.

## Биография
Даниэль Гавел родился 10 августа 1991 года в Праге. Активно заниматься греблей начал с раннего детства, проходил подготовку в столичном спортивном клубе «Дукла».
В 2010 году выиграл бронзовые награды в четвёрках на тысяче метрах на европейском первенстве в Корвере и на первенстве мира в Познани. Благодаря череде удачных выступлений удостоился права защищать честь страны на летних Олимпийских играх 2012 года в Лондоне — в составе четырёхместного экипажа, куда также вошли гребцы Ян Штерба, Лукаш Трефил и Йозеф Достал, на тысяче метрах занял третье место и завоевал тем самым бронзовую олимпийскую медаль (в финале его обошли только экипажи из Австралии и Венгрии).
После лондонской Олимпиады Гавел остался в основном составе гребной команды Чехии и продолжил принимать участие в крупнейших международных регатах. Так, в 2013 году он отправился представлять страну на чемпионате Европы в португальском городе Монтемор-у-Велью, где дважды поднимался на пьедестал почёта: на тысяче метрах взял бронзу в двойках и одержал победу в четвёрках. Кроме того, в этом сезоне в километровой гонке четырёхместных экипажей выиграл серебряную медаль на чемпионате мира в немецком Дуйсбурге. Год спустя в той же дисциплине был лучшим на европейском первенстве в Бранденбурге и на первенстве мира в Москве. Ещё через год на чемпионате Европы в Рачице на тысяче метрах получил бронзу среди двоек и золото среди четвёрок, тогда как на чемпионате мира в Милане стал бронзовым призёром в километровой дисциплине четырёхместных экипажей.
На летних Олимпийских играх 2016 года в Рио-де-Жанейро Гавел и его партнеры Ян Штерба, Лукаш Трефил и Йозеф Достал повторили свое достижение 4-х летней давности, снова став бронзовыми призерами Олимпийских игр.
После Олимпиады в Рио главная звезда чешского экипажа Йозеф Достал решил сосредоточиться на индивидуальных дистанциях и его в составе четверки заменяли Якуб Шпицар и Радек Шлоуф, но в новом составе медали на крупных турнирах завоевать не получалось.